# 11'09''01 – September 11
11'09"01 – September 11 är en internationell antologifilm från 2002. Efter 11 september-attackerna i New York 2001 fick elva kända filmpersonligheter göra varsin kortfilm som beskriver effekten av denna händelse i olika delar av världen.

## Upphovsmakare
| Regissörer - Samira Makhmalbaf (delen "Iran") - Claude Lelouch (delen "France") - Youssef Chahine (delen "Egypt") - Danis Tanović (delen "Bosnia-Herzegovina") - Idrissa Ouedraogo (delen "Burkina Faso") - Ken Loach (delen "United Kingdom") - Alejandro González Iñárritu (delen "Mexico") - Amos Gitaï (delen "Israel") - Mira Nair (delen "India") - Sean Penn (delen "United States of America") - Shohei Imamura (delen "Japan") | Manusförfattare - Samira Makhmalbaf (delen "Iran") - Claude Lelouch (delen "France") - Pierre Uytterhoeven (delen "France") - Youssef Chahine (delen "Egypt") - Danis Tanović (delen "Bosnia-Herzegovina") - Idrissa Ouedraogo (delen "Burkina Faso") - Paul Laverty (delen "United Kingdom") - Ken Loach (delen "United Kingdom") - Vladimir Vega (delen "United Kingdom") - Alejandro González Iñárritu (delen "Mexico") - Amos Gitaï (delen "Israel") - Marie José Sanselme (delen "Israel") - Sabrina Dhawan (delen "India") - Sean Penn (delen "United States of America") - Daisuke Tengan (delen "Japan") |